# 志保の湯温泉
志保の湯温泉（しほのゆおんせん）は、福島県東白川郡塙町（旧陸奥国明治以降は岩代国）にある温泉。阿武隈山地に位置する。

## 泉温
- アルカリ性単純温泉
- 泉温　29℃

## 温泉地
町の最南部の山あいに、一軒宿の「志保の湯温泉」がある。規模は小さく、内湯と打たせ湯のみ。宿泊・日帰り入浴可能。

## 歴史
開湯は文明年間。現在の旅館は江戸時代に創業した。

## アクセス
- JR水郡線磐城塙駅よりバスで60分。
- 常磐自動車道那珂ICから車で約60分。